# Ion Storm
Ion Storm è stata un'azienda statunitense dedita allo sviluppo di videogiochi con sede nella città di Austin, fondata nel 1995 da John Romero e chiusa nel 2005.

## Storia
Quando uscì da id Software, John Romero incontrò Tom Hall, che a sua volta aveva lasciato 3D Realms, e decisero di fondare una nuova società a Dallas, nel 1995, chiamandola "Ion Storm". Con all'inizio circa 10 sviluppatori, la sede di Ion Storm era in principio situata all'edificio di Dallas, il "The Quadrangle", ed è lì dove Romero iniziò subito a lavorare a Daikatana, mentre Hall stava iniziando a porre le basi per il suo Anachronox. 
Durante l'Electronic Entertainment Expo del 1997 venne mostrata una versione preliminare di Daikatana per la prima volta, mentre girava sul Quake engine; i piani iniziali volevano vedere il gioco completato e pubblicato su questo motore grafico. Durante la stessa manifestazione, però, Romero vide il demo di Quake 2; apprezzandone le migliorie tecniche decise di abbandonare il vecchio Quake engine e di utilizzare il nuovo id Tech 2, anche se questa decisione avrebbe rimandato la pubblicazione. Nell'attesa iniziò a stabilire i primi contratti di pubblicazione con Eidos Interactive.
Mentre la sede di Ion Storm venne spostata alla Chase Tower, verso la fine del 1997, Romero convinse Warren Spector a lasciare Looking Glass Studios, che in quel momento si trovava in procinto di problemi finanziari, per entrare in Ion Storm. Spector accettò, stabilì la filiale di Ion Storm a Austin, e iniziò a lavorare a Deus Ex.
Nel frattempo venne pubblicato il primo titolo da Ion Storm, ovvero Dominion: Storm Over Gift 3, uno strategico in tempo reale che stava venendo sviluppato dalla 7th Level ma venne interrotto a causa della chiusura dell'azienda. Il gioco fu uno scarso successo di pubblico e critica, anche a causa della scelta di farlo uscire lo stesso giorno della pubblicazione della demo dell'atteso StarCraft.
In febbraio 1998 Ion Storm acquistò il motore grafico di Quake II, ma Romero si accorse che il codice sorgente dell'id Tech 2 era più complesso del previsto e che eseguire un porting per Daikatana avrebbe richiesto più tempo del solito. Oltre a questo molti sviluppatori interni a Ion Storm, non videro di buon occhio questo accanirsi di Romero per lavorare con l'id Tech 2, e crebbe un certo malcontento, che portò alla fine del 1998 all'uscita volontaria di ben 10 dipendenti dall'azienda, oltre che alla mancata uscita per Natale, prevista per Daikatana. Nel 1999, dopo aver assunto altri dipendenti, lo sviluppo di Daikatana ripartì da zero; a giugno, durante l'E3 venne mostrato un demo con un famerate pari a 12 fotogrammi per secondo, a causa della complessità e della bassa ottimizzazione del motore grafico. Eidos Interactive specificò a Romero che si era stancata di aspettare un processo di sviluppo così lungo e infruttuoso per il gioco, tanto che John per calmare le acque accettò di cedere la sua Ion Storm sotto quota di maggioranza azionaria ad Eidos, rendendola di fatto proprietà di quest'ultima.
Nel maggio 2000 venne pubblicato Daikatana, che però fu accolto malamente dalla critica, e trovò un gelido apprezzamento tra il pubblico, dal momento che il gioco non riuscì a tener fede alle alte aspettative dei fan. Da un punto di vista commerciale, il titolo riuscì a vendere circa 200 000 copie, rispetto ad un budget di sviluppo di 44 milioni di dollari. A giugno venne pubblicato Deus Ex, acclamato come un capolavoro grazie alla trama, all'ottimo mix di componente ruolistica e stealth, e alle tematiche cyberpunk e post-moderniste. Una versione di Daikatana  per Nintendo 64 venne pubblicata a fine luglio 2000, ma anche in questo caso il titolo fallì nelle aspettative. Per quanto riguardava invece Anachronox, di Tom Hall, il titolo era ancora in sviluppo e sarebbe uscito l'anno seguente.
Nel 2001 venne il momento di Hall, e Anachronox fu pubblicato in giugno ottenendo voti e consensi dalla critica molto buoni, e seppure non raggiungendo i livelli del precedente Deus Ex, ricevette un'accoglienza superiore a Daikatana. Tuttavia, a causa della scarsa produttività e dei pessimi risultati, Eidos Interactive decise di chiudere gli uffici a Dallas di Ion Storm, licenziando sia Romero che Hall, che una volta usciti fondarono Monkeystone Games; contemporaneamente gli uffici di Austin, unici rimasti, iniziarono i lavori su Deus Ex: Invisible War e Thief: Deadly Shadows.
Durante il 2003 venne pubblicato Deus Ex: Invisible War: non riuscì a bissare il successo del primo capitolo, anche se ricevette un ottimo responso da critica, e una tiepida accoglienza dal pubblico. L'anno seguente fu pubblicato anche Thief: Deadly Shadows che, seppur senza raggiungere lo stesso successo di Dark Project: L'ombra del ladro e Dark Project II: The Metal Age, ottenne responsi da utenti e critica degni di nota; in questo stesso anno Warren Spector decise di lasciare Ion Storm.
Nel 2005, la Eidos Interactive decise di assorbire tutti gli sviluppatori e gli studi di Ion Storm, ad Austin, liquidando de facto l'azienda e facendola sparire dalla circolazione.

## Videogiochi
| Anno | Titolo                    | Piattaforma/e          | Editore           |
| ---- | ------------------------- | ---------------------- | ----------------- |
| 1998 | Dominion: Storm over Gift | Windows                | Eidos Interactive |
| 1999 | Daikatana                 | Windows, Nintendo 64   | Eidos Interactive |
| 2000 | Deus Ex                   | Windows, PlayStation 2 | Eidos Interactive |
| 2001 | Anachronox                | Windows                | Eidos Interactive |
| 2003 | Deus Ex: Invisible War    | Windows, Xbox          | Eidos Interactive |
| 2004 | Thief: Deadly Shadows     | Windows, Xbox          | Eidos Interactive |